# Чикой
Чико́й (бур. Сγхэ, монг. Цөх) — річка в Забайкальському краї і Бурятії Росії та аймаці Селенге Монголії. Права притока річки Селенги. Належить до водного басейну Карського моря. 2014 року у верхів'ях річці створено Національний парк «Чикой» площею 6 664,68 км².

## Географія
Річка бере свій початок на схилах Чикоконського хребта на висоті ~1800 м над рівнем моря. Тече головним чином вздовж південного краю Малханського хребта, територією Забайкальського краю і Бурятії (Росія), а в середній течії — кордоном із Монголією. У нижній частині річка тече в межах Селенгінського середньогір'я, розбивається на рукави, які утворюють протяжні острови. Впадає у річку Селенгу, з правого берега, за 5 км на південь від селища Новоселенгінська (285 км від гирла Селенги).
Вода річки використовуються для зрошення.

## Гідрологія
Живлення річки переважно дощове. В травні та липні — серпні повені. Середньорічна витрата води у гирлі — 265 м³/с. Замерзає в кінці жовтня — листопаді, у верхів'ях на перекатах перемерзає повністю; розкривається у квітні — на початку травня.
Високий рівень води тримається з кінця весни до ранньої осені, з травня по жовтень, з двома піками: перший у травні через танення снігу; другий у липні — серпні; через інтенсивні опади літнього мусону, який приходить із Тихого океану. У листопаді рівень річки швидко падає, після чого наступає межень, який триває із листопада по квітень включно і збігається із сильними зимовими морозами, які охоплюють весь цей регіон.
За період спостереження (1942–1997) на станції в селі Грем'яча (Красночикойський район, Забайкальський край) за 385 км від гирла, витрата води становила 106 м³/с.
Спостереження за водним режимом річки Чикой також проводилось протягом 59 років (1936–1997) на станції в селищі Поворот (Селенгинський район), розташованої за 22 км від гирла, впадіння її у річку Селенгу. Середньорічна витрата води яка спостерігалася тут за цей період становила 274 м³/с для водного басейну 44 700 км², що становить близько 97% від загальної площі басейну річки. Величина прямого стоку в цілому по цій частині басейну становить — 193 міліметра на рік, що може розглядатися як досить поширена, для річок басейну Селенги.
За період спостереження встановлено, мінімальний середньомісячний стік становив 17,7 м³/с (у березні), що становить менше 2,5% від максимального середньомісячного стоку, який відбувається у серпні місяці та становить — 713 м³/с і вказує на доволі високу амплітуду сезонних коливань.
За період спостереження, абсолютний мінімальний місячний стік (абсолютний мінімум) становив 2,45 м³/с (у березні 1936 року), абсолютний максимальний місячний стік (абсолютний максимум) становив 1 710 м³/с (у червні 1936 року). Що стосується літнього періоду (з травня по жовтень включно), абсолютний мінімальний місячний стік спостерігався у серпні посушливого 1946 року і становив 78,9 м³/с.

## Притоки
Річка Чикой приймає понад сотню приток, довжиною більше 10 км. Найбільших із них, довжиною понад 50 км — 11 (від витоку до гирла):
| Назва притоки                                            | Довжина,(км) | Площа водозбірного басейну, (км²) | Відстань від гирла Чикой, (км) | Витрата води,(м³/с)                                                    |
| ліві притоки                                             | ліві притоки | ліві притоки                      | ліві притоки                   | ліві притоки                                                           |
| -------------------------------------------------------- | ------------ | --------------------------------- | ------------------------------ | ---------------------------------------------------------------------- |
| Чикокон                                                  | 131          | 2 110                             | 646                            |                                                                        |
| Яситай                                                   | 67           |                                   | 543                            |                                                                        |
| Аса (Аца)                                                | 85           | 2 150                             | 469                            | 18,4 (17 км) [Архівовано 24 вересня 2015 у Wayback Machine.]           |
| Югал                                                     | 56           |                                   | 409                            |                                                                        |
| Менза (Минчжи)                                           | 337          | 13 800                            | 357                            | 89,9 (12 км) [Архівовано 22 червня 2015 у Wayback Machine.]            |
| Катанця (Хаданця)                                        | 150          | 3 330                             | 267                            | 19 (9 км) [Архівовано 24 вересня 2015 у Wayback Machine.] (30 в гирлі) |
| Худер-гол [Архівовано 23 червня 2015 у Wayback Machine.] | 65           | 2100                              | 215                            |                                                                        |
| Кіран (Хіранг-гол)                                       | 67           |                                   | 114                            | 1,15 (2,5 км) [Архівовано 24 вересня 2015 у Wayback Machine.]          |
| праві притоки                                            |              |                                   |                                |                                                                        |
| Жергей                                                   | 87           | 1 310                             | 594                            |                                                                        |
| Урлук                                                    | 54           |                                   | 249                            |                                                                        |
| Кудара                                                   | 83           | 1 130                             | 155                            |                                                                        |

## Населенні пункти
На берегах річки розташовано кілька десятків населених пунктів (від витоку до гирла): села Семиозерря, Усть-Ямаровка, Склозавод, Черемхове, Афонькіне, Шимбилик, Осинівка, Захарове, Красні Рєчки, Большакове, Бикове, Короткове, Барахоєве, Малоархангельськ, Красний Чикой, Архангельське, Грем'яча, Байхор, Приїск Велика Річка, Котий, Нижній Нарим, Гутай, Жиндо-1, Жиндо-2, Усть-Урлук, Усть-Дунгуй, Анагустай, Цаган-Челутай, Шарагол, Хутор, Велика Кудара, Чикой, Дурени, Курорт Киран, Усть-Киран, Хілгантуй, Підгорне, Дебен, Харлун, Хар'яста, Поворот.